# Милан Шашич
Милан Шашич, роден на (* 18 октомври 1958 в Карловац) е бивш хърватски футболист и настоящ футболен треньор. По време на кариерата си като играч е вратар на хърватския отбор NK Карловац.

## Кариера
През 1991 г. Шашич идва в Германия поради войната в бивша Югославия. Едва през 1995 г. той започва да тренира отбора от окръжната лига Гебхардсхайн-Щайнебах за няколко месеца. След края на този си ангажимент наставникът отива във ФфЛ Хам, където няколко години е отговорен за втория отбор. По-късно Милан Шашич е повишен в наставник на първия отбор на ФфЛ Хам, който се състезава в германската Оберлига. От юли 2002 г. е назначен за старши треньор на ТуС Кобленц. Под негово ръководство рейнският отбор се класира за Регионалната лига в рамките на две години, въпреки спортно-техническите и финансовите трудности, които изпитва. Още две години са нужни на хърватина да изведе ТуС Кобленц до Втора Бундеслига. В началото на сезон 2006/07 ръководеният от Шашич ТуС Кобленц записва пет загуби от шест срещи и треньорът е уволнен, макар че отборът му не се намира на позиция за изпадане.
Шашич ръководи втородивизионния Кайзерслаутерн, когото спасява от изпадане в Трета лига по забележителен начин в края на сезон 2007/08.
Преди завръщането си в професионалния футбол през февруари 2008 г. Милан Шашич получава диплома от известната Кьолнска футболна школа, която му дава право да ръководи отбори от Първа и Втора Бундеслига. По време на обучението си там, той стажува в отборите на Бохум, Байер Леверкузен и Айнтрахт Франкфурт.
Въпреки че преди сезона 2008/09 ръководството на Кайзерслаутерн не поставя класирането в Първа Бундеслига като цел пред Шашич, „червените дяволи“ завършват полусезона с равни точки с първия Майнц 05. Лоша серия от гостуванията на отбора пречи на лаутерите да се стабилизират в челото на таблицата и отборът се движи с леко изоставане от челните 3 места през пролетта. Обстановката около футболистите става напрегната след натиск от страна на феновете и ръководството в лицето на Щефан Кунц за промоция в Първа Бундеслига. Загубата с 1:5 в гостуването на заплашения от изпадане Ханза Росток шокира запалянковците, а Кунц уволнява Шашич 3 дни след това и назначава Алоис Шварц за временно изпълняващ длъжността старши треньор. Причини за раздялата с хърватина се изтъкват авторитарното отношение на Шашич с футболистите, както и разрива с Щефан Кунц за продължаване на контракта на наставника.